# Sanjaco de Alexandreta

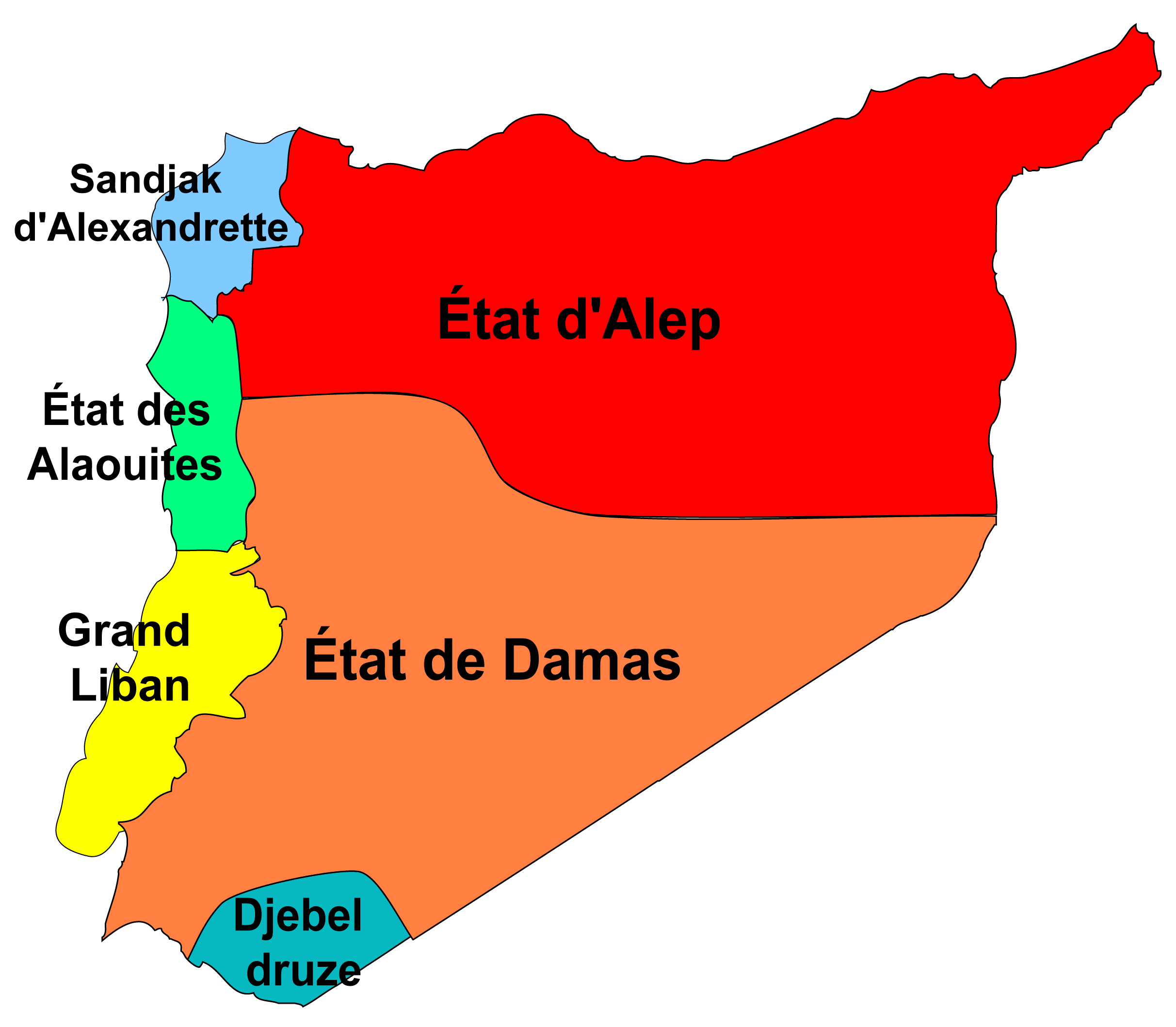
Mapa do Mandato Francês da Síria. O sanjaco de Alexandreta está em cor azul-clara.

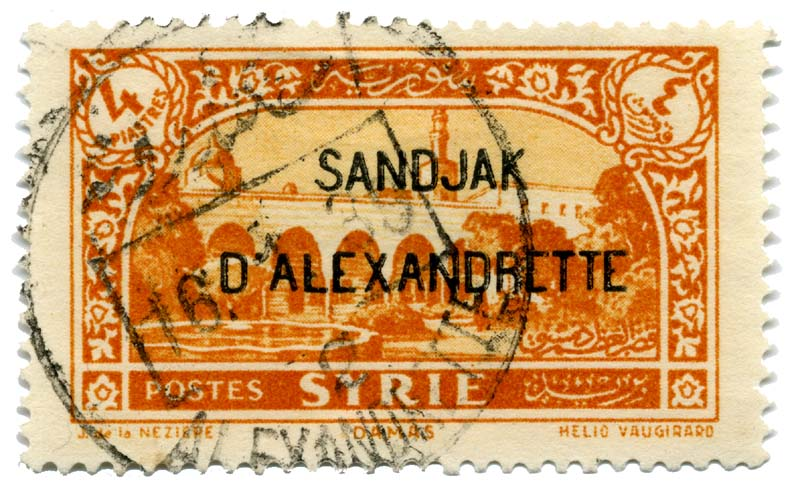
Selo do sanjaco de Alexandreta.

O sanjaco de Alexandreta foi uma entidade autónoma sob administração francesa que existiu entre 29 de novembro de 1937 e 6 de setembro de 1938. Tornou-se uma província autónoma da Síria sob o artigo 7 do tratado franco-turco de 20 de outubro de 1921: "Um regime especial administrativo será estabelecido para o distrito de Alexandreta. Os residentes turcos deste distrito terão condições para o seu desenvolvimento cultural. A língua turca terá reconhecimento oficial". Tal devia-se à presença de numerosa comunidade turca bem como árabes de várias denominações religiosas: muçulmanos sunitas, alauítas, ortodoxos sírios, gregos ortodoxos de Antioquia, greco-católicos melquitas e maronitas. Também havia comunidades judaicas, assírios, curdos, arménios e gregos. Em 1923 Alexandreta foi inserida no Estado de Alepo e em 1925 diretamente incluída no Mandato Francês da Síria, ainda com estatuto administrativo especial.

## Antecedentes
O sanjaco de Antáquia, que incluía Iskandarun (turco: İskenderun) e Kirik Khan, era parte da wilaya ou província de Alepo sob o Império Otomano e tinha cerca de 120 000 habitantes. Ao acabar a I Guerra Mundial Alepo foi ocupada pelos franceses e em 27 de novembro de 1918 vai tornar-se administrativamente um sanjaco, denominado sanjaco de Alexandreta, na wilaya de Alepo (1919). Alepo passou a ser um dos estados do Mandato Francês da Síria e o sanjaco obteve uma limitada autonomia concretizada no facto de os funcionários turcos trabalharem para a administração e o idioma turco seria uma das línguas oficiais (1920) já que um terço da população era turca. Em 28 de junho de 1922 os estados de Alepo, Damasco e dos Alauítas uniram-se na chamada União da Síria (ou dos estados orientais) e em 23 de setembro de 1923 o sanjaco foi incluído no estado dos Alauítas (metade da população árabe do sanjaco era alauíta).
A Turquia, sob Atatürk, não aceitou que o sanjaco de Antáquia fosse incluído no mandato da Liga das Nações ou Sociedade das Nações, pela presença de uma forte minoria turca, e exigiu um referendo; pelo memorando de 15 de março de 1923 a Turquia considerava este território como ocupado e esperava recuperá-lo no final do mandato, em 1935.

## Inclusão na Síria
Em 1 de janeiro de 1925 o sanjaco foi incluído no novo estado da Síria (antes de Alepo e Damasco) com autonomia administrativa e financeira; o sanjaco tomou parte nas eleições parlamentares da Síria e os seus membros tinham um lugar na câmara parlamentar de Damasco, e até mesmo alguns membros eram ministros. A tentativa de formar um estado separado (março a junho de 1926) não teve apoio francês e não vingou.
A partir de 1928 a população turca começou atividades autonomistas: inicialmente culturais como a fundação de um clube desportivo turco, mas posteriormente políticas. Em 1933 começaram a aparecer a escrita em caracteres latinos (que haviam já sido adotados na Turquia) e bandeiras da Turquia. Em 1934 as duas comunidades fizeram boicote uma aos produtos da outra. Em 26 de março de 1934 a visita de um alto funcionário turco a Antioquia trouxe manifestações pró-kemalistas; celebrava-se a festa nacional turca e bandeiras turcas foram desfraldadas. Em 7 de julho de 1936 manifestantes turcos de um lado, e árabes e arménios o outro, confrontaram-se nas ruas de Antioquia. Então Atatürk inventou o nome Hatay para o sanjaco e levou o caso à Sociedade das Nações assegurando que se estava a produzir uma limpeza étnica contra os turcos com a restrição do uso da língua e da utilização de funcionários etnicamente turcos. As negociações do tratado franco-sírio que foi assinado em 9 de setembro de 1936 e as declarações de Hashim al-Atasi feitas em Ancara em 23 de setembro de 1936 confirmaram que a Síria independente manteria a autonomia do sanjaco, e produziram na Turquia uma grande emoção já que deixavam o caminho aberto para uma forte comunidade turca ficar sob domínio exclusivo de um outro estado.

## Separação da Síria e constituição da República de Hatay

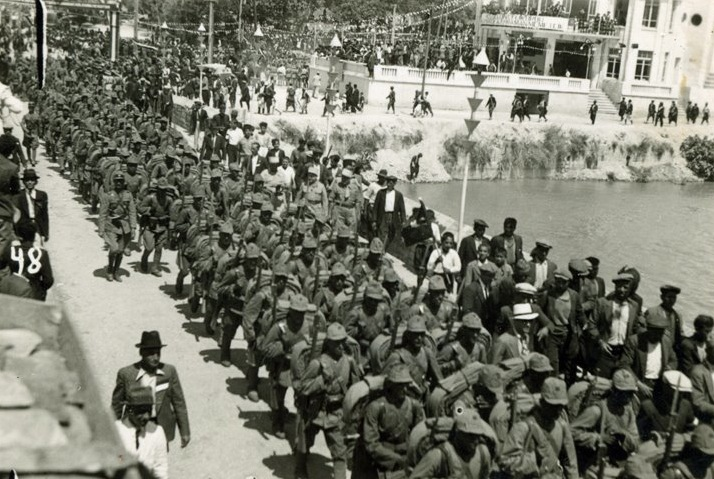
Ilustração de 1938

As eleições de 20 de maio de 1937 permitiram saber que 47% da população era turca após uma intensa emigração encorajada pela Turquia nos últimos anos. Doravante, a Turquia utilizou diversos estratagemas para aumentar a percentagem para 55%, por movimentos de população. As conversações entre a França e a Turquia levaram em 29 de maio de 1937 ao acordo de Genebra que estabelecia a separação do sanjaco da Síria. Em 29 de novembro de 1937 o sanjaco foi separado administrativamente da Síria embora a câmara síria não tenha aprovado o acordo.
A pedido da sociedade, preparou-se uma constituição para o sanjaco de Hatay que foi redigida por representantes de França, Reino Unido, Países Baixos, Bélgica e Turquia, e que constituiu Alexandreta em sanjaco autónomo com o nome de Sanjaco de Alexandreta.
Haveria de se fazer um referendo para tranquilizar a Turquia e garantir a sua neutralidade em caso de nova guerra; o governo francês de Édouard Daladier deixaria entrar no sanjaco o exército turco que se encarregaria do recenseamento eleitoral; tal resultou em 63% de eleitores turcos. A constituição foi adotada em 6 de setembro de 1938 e foi constituído a República de Hatay ou Estado de Hatay.

## Lista de governantes
- 27 de novembro de 1918 - 12 de setembro de 1921 Édouard Brémond (França), administrador
- 12 de setembro de 1921 a 28 de junho de 1922 - no estado de Alepo
- 28 de junho de 1922 a 1 de janeiro de 1925 - parte do estado dos Alauítas na União da Síria
- 1 de janeiro de 1925 a março de 1926 - parte do estado da Síria
- março de 1926 a junho de 1926 - Ali Efendi Odah-li, presidente do conselho representativo do estado de Alexandreta (não reconhecido pela França)
- junho de 1926 a 29 de novembro de 1937 - no estado da Síria
  - 22 de fevereiro de 1926 - 1937 Durrieux, delegado do alto comissariado